# Johann Larisch von Moennich

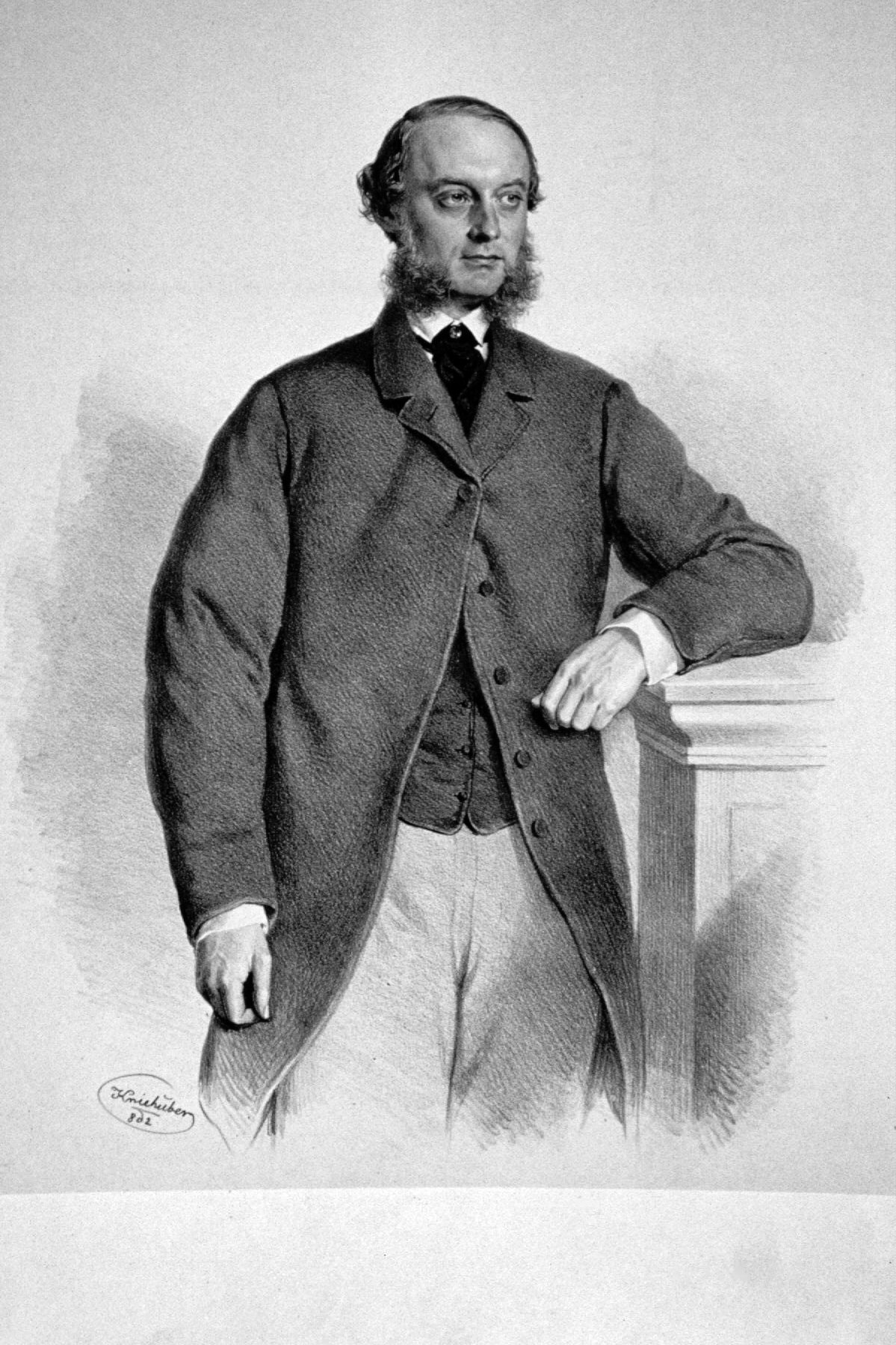
Johann Larisch-Moennich Lithographie von Josef Kriehuber, 1862

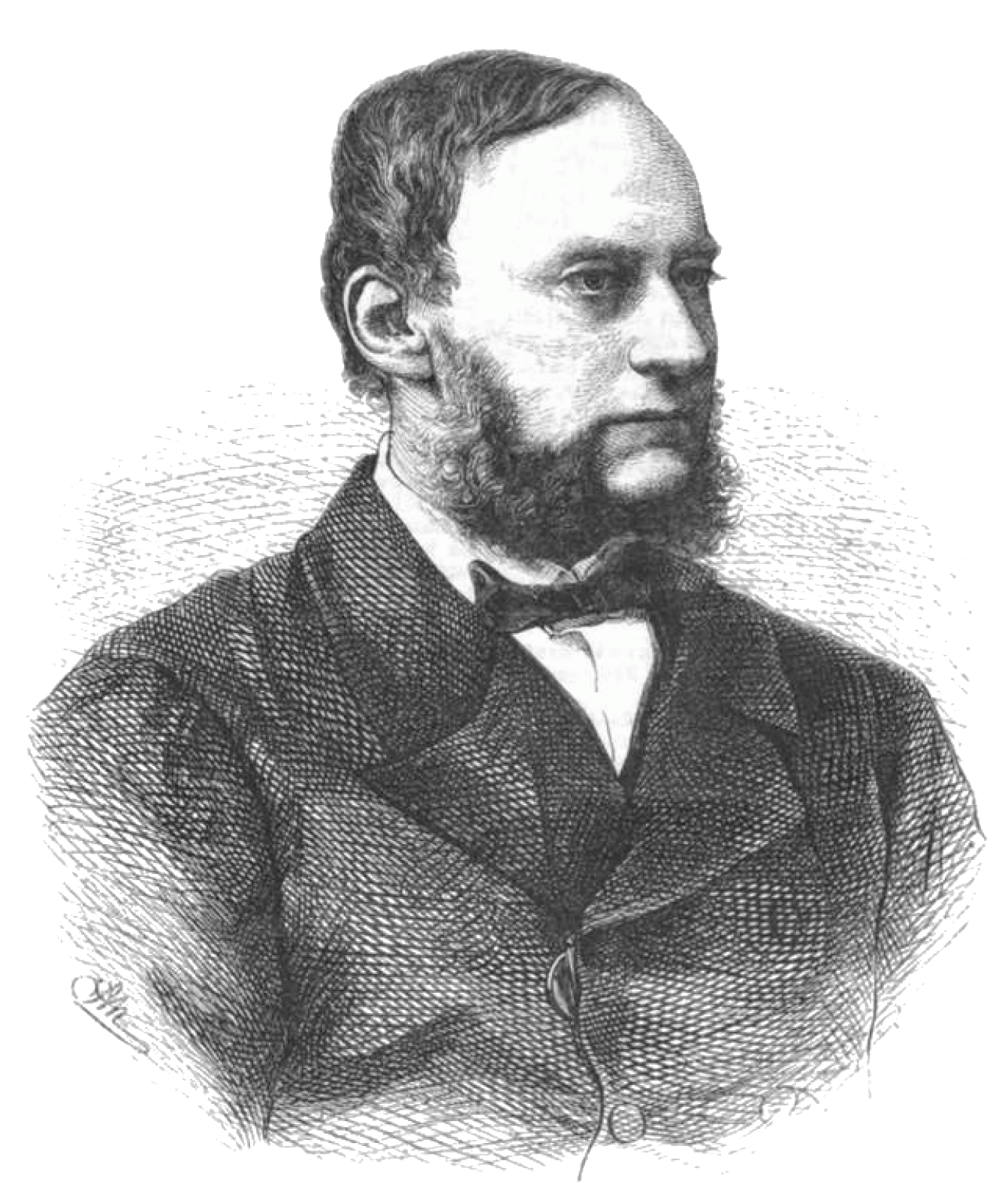
Johann Larisch von Moennich (1865)

Johann Graf Larisch, Freiherr von Moennich, Graf Larisch-Moennich genannt (* 30. Mai 1821 in Schönstein, Österreichisch-Schlesien; † 3. Juni 1884 auf Lamport Hall, Northamptonshire, England) war ein österreichischer Großgrundbesitzer und Finanzminister.

## Leben
Johann Graf Larisch von Moennich entstammte einer sowohl im preußischen als auch im österreichischen Teil Schlesiens ansässigen und reich begüterten uradeligen Familie, die sowohl in adligen, freiherrlichen als auch in gräflichen Zweigen bis heute besteht. Er wurde am 30. Mai 1821 in Schönstein, Bezirk Troppau in Österreichisch-Schlesien als Sohn des Grafen Heinrich von Larisch-Moennich (* 7. Januar 1793; † 21. April 1859) und dessen Ehefrau der Gräfin Henriette von Haugwitz (* 14. Juli 1799) geboren. Er starb am 3. Juni 1884 in Lamport Hall in England.

## Laufbahn
Johann Graf Larisch von Moennisch erbte bei dem Tode seines Vaters nicht nur dessen umfangreichen landwirtschaftlichen Besitz, sondern auch einige gewerbliche Unternehmen, darunter sehr ertragreiche Kohlengruben.
Neben der Verwaltung und dem Ausbau seines Besitzes engagierte er sich aber auch in der Lokalpolitik. So wurde er als Abgeordneter des schlesischen Großgrundbesitzes in den schlesischen Landtag gewählt, dem er von 1861 bis 1865 angehörte. Gleichzeitig wurde er zum Landeshauptmann von Österreichisch Schlesien ernannt, ein Amt, das er bis zum 27. Juli 1865 ausübte. An diesem Tage wurde er in das österreichische Kabinett unter dem Ministerpräsidenten Grafen Belcredi als Finanzminister berufen, weil Richard Belcredi Wert darauf legte, einen finanziell unabhängigen, mit wirtschaftlichen Aufgaben vertrauten Mann, der ihm aus Schlesien persönlich bekannt war, auf diesem Posten zu haben. Larisch trat allerdings bereits am 21. Jänner 1867 aus persönlichen und gesundheitlichen Gründen als Finanzminister wieder zurück.
Neben seinen wirtschaftlichen Interessen und der Erledigung seiner politischen Aufgaben übernahm Johann Graf Larisch von Moennich auch Ehrenämter bei Hofe in Wien. So wurde er 1861 k. u. k. Kämmerer, 1863 Geheimrat und schließlich 1871 Oberhofmarschall. Außerdem ernannte Kaiser Franz Joseph I. ihn zum erblichen Mitglied des Herrenhauses des Österreichischen Reichsrates. Als weitere Ehrung folgte dann 1873 noch seine Erhebung zum Ritter des Ordens vom Goldenen Vlies.

## Familie
Er heiratete am 1. Mai 1849 Franziska von Kast (* 17. Mai 1829). Das Paar hatte mehrere Kinder:
- Heinrich (* 13. Februar 1850; † 8. Dezember 1918) ⚭ 1871 Henriette von Larisch-Mönnich (* 3. September 1853; † 20. Januar 1916)
- Franziska Johanna Maria (* 29. September 1862)
- Friedrich Eugen Maria (* 23. Januar 1875)